# 2,4-dinitrochlorbenzen
2,4-dinitrochlorbenzen (také DNCB, systematický název 1-chlor-2,4-dinitrobenzen) je organická sloučenina rozpustná v nepolárních rozpouštědlech. Jde o důležitou surovinu pro průmyslovou výrobu dalších sloučenin.
DNCB se vyrábí nitrací 4-nitrochlorbenzenu směsí kyseliny dusičné a sírové. Další způsoby, jak získat tuto sloučeninu s nižší výtěžností zahrnují chloraci 1,3-dinitrobenzenu, nitraci 2-nitrochlorbenzenu a dvojitou nitraci chlorbenzenu.

## Použití
Díky přítomnosti dvou nitroskupin atom chloru v DNCB snadno podléhá nukleofilní substituci; tímto způsobem lze získat mnoho dalších sloučenin. Reakcí s hydroxidy vzniká dinitrofenol, s amoniakem dinitroanilin, s methoxidy dinitroanisol a reakcí s primárními aminy se utváří sekundární aminy.

### Použití v laboratořích
DNCB se používá jako substrát při testech GST enzymové aktivity. Jeho molekula je konjugována s jednou molekulou redukovaného glutathionu, který následně absorbuje elektromagnetické záření o vlnové délce 340 nm. Afinita DCNB ke každé z tříd GST je jiná a není dobrým měřítkem aktivity některých forem (jako jsou například GSTT a GSTZ).

### V medicíně
DNCB lze použít k léčbě bradavic, účinnost takové léčby je 80 %. Tato látka vyvolává alergickou reakci vůči viru, který bradavice způsobuje.
DNCB způsobuje hypersenzitivitu 4. typu u téměř všech lidí, kteří jsou této látce vystaveni a tak se používá k určení aktivity T-lymfocytů u pacientů.

## Bezpečnost
2,4-dinitrochlorbenzen může způsobit kontaktní dermatitidu.